# Centre de formation de l'AS Monaco
Le centre de formation de l'AS Monaco est un centre de formation de football créé en 1975 et destiné à former les jeunes joueurs de l'AS Monaco, club de football professionnel situé dans la principauté de Monaco, affilié à la Fédération française de football et participant aux compétitions françaises. Il est situé dans la commune de La Turbie, en France, dans le centre d'entraînement utilisé également par l'effectif professionnel.
Le centre de formation monégasque, dont le but est de former des joueurs professionnels, est l'un des plus réputés de France : y ont été formés quatre champions du Monde 1998 - Thierry Henry, Emmanuel Petit, Lilian Thuram et David Trezeguet - et 1 champion du monde 2018 (Kylian Mbappé).
En mai 2021, plusieurs anciens du centre de formation monégasque Abdou Diallo, Dylan Bahamboula, Anthony De Freitas et Lounisse Merzouk racontent leurs premières années en jeune et pro dans un livre rédigé pendant le confinement, Le Coup d'envoi de nos rêves,,.

## Internationaux formés à l'AS Monaco

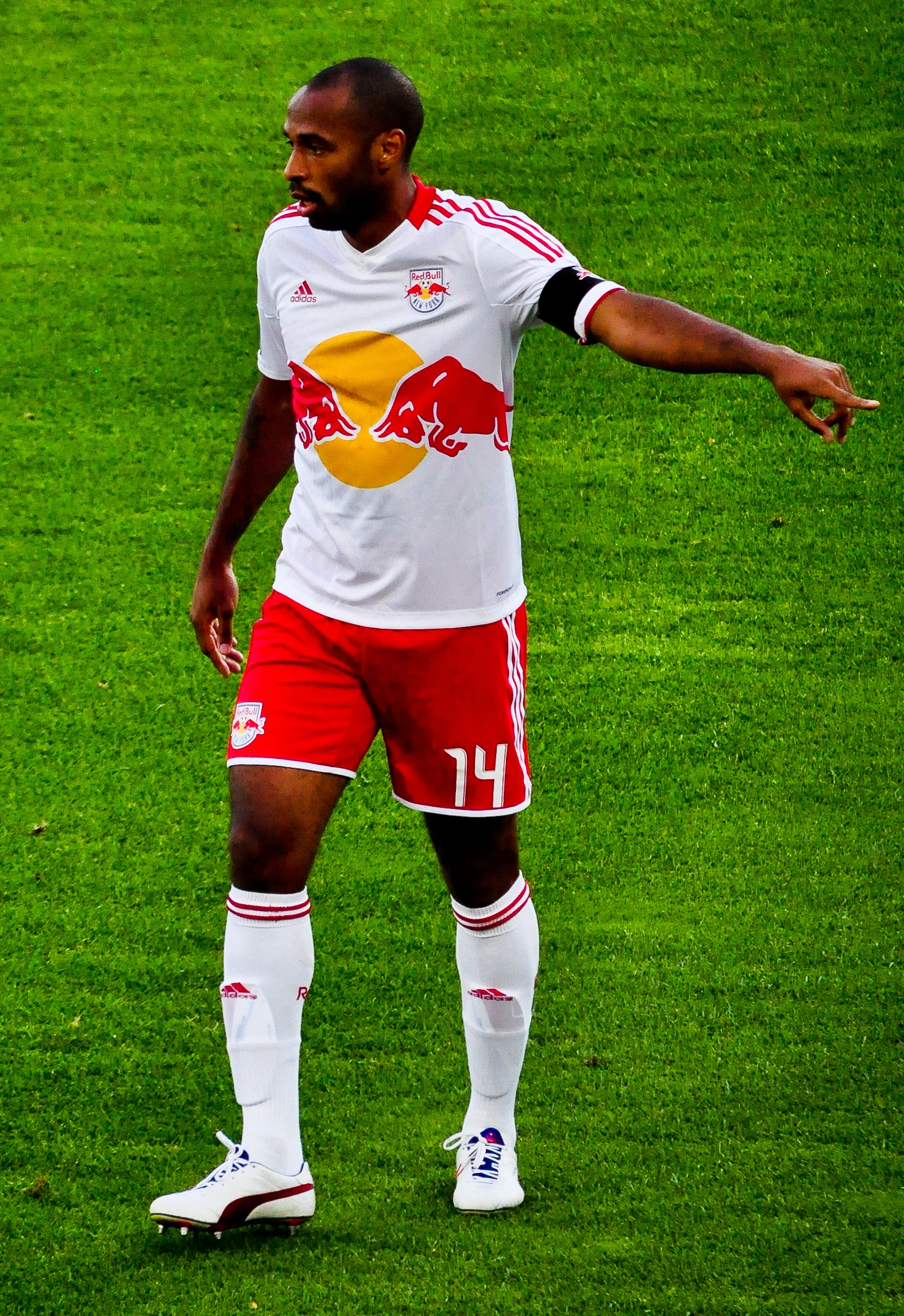
Thierry Henry a été formé à Monaco

| Génération | Nom                  | Nationalité                      | Sélection |
| ---------- | -------------------- | -------------------------------- | --------- |
| 1955       | Jean-Luc Ettori      | France                           | A         |
| 1956       | Didier Christophe    | France                           | A         |
| 1958       | Alain Couriol        | France                           | A         |
| 1961       | Dominique Bijotat    | France                           | A         |
| 1962       | Manuel Amoros        | France                           | A         |
| 1962       | Bruno Bellone        | France                           | A         |
| 1970       | Emmanuel Petit       | France                           | A         |
| 1972       | Lilian Thuram        | France                           | A         |
| 1973       | Stéphane Porato      | France                           | A         |
| 1975       | Tony Sylva           | Sénégal                          | A         |
| 1975       | Christopher Wreh     | Liberia                          | A         |
| 1977       | Ernst Atis-Clotaire  | Haïti                            | A         |
| 1977       | Sekou Berthé         | Mali                             | A         |
| 1977       | Salif Diao           | Sénégal                          | A         |
| 1977       | Thierry Henry        | France                           | A         |
| 1977       | David Trezeguet      | France                           | A         |
| 1978       | Philippe Christanval | France                           | A         |
| 1980       | Moussa N'Diaye       | Sénégal                          | A         |
| 1980       | Sébastien Squillaci  | France                           | A         |
| 1981       | Gaël Givet           | France                           | A         |
| 1982       | Souleymane Camara    | Sénégal                          | A         |
| 1982       | Jaroslav Plašil      | Tchéquie                         | A         |
| 1982       | Djibril Sidibé       | Mali                             | A         |
| 1983       | Mehdi Mostefa        | Algérie                          | A         |
| 1986       | Stéphane Ruffier     | France                           | A         |
| 1986       | Massamba Sambou      | Sénégal                          | A         |
| 1987       | Serge Gakpé          | Togo                             | A         |
| 1988       | Yannick Sagbo        | Côte d'Ivoire                    | A         |
| 1989       | Djamel Bakar         | Comores                          | A         |
| 1989       | Cédric Mongongu      | République démocratique du Congo | A         |
| 1989       | Distel Zola          | République démocratique du Congo | A         |
| 1990       | Frédéric Bulot       | Gabon                            | A         |
| 1990       | Lukman Haruna        | Nigeria                          | A         |
| 1990       | Nicolas Nkoulou      | Cameroun                         | A         |
| 1992       | Layvin Kurzawa       | France                           | A         |
| 1993       | Yannick Carrasco     | Belgique                         | A         |
| 1998       | Kylian Mbappé        | France                           | A         |

## Autres joueurs
| Génération | Nom                         | Nationalité                      | Sélection |
| ---------- | --------------------------- | -------------------------------- | --------- |
| 1955       | Serge Perruchini            | France                           | /         |
| 1957       | André Amitrano              | France                           | /         |
| 1958       | Jean-Pierre Chaussin        | France                           | /         |
| 1959       | Thierry Ninot               | France                           | Espoirs   |
| 1959       | Roger Ricort                | France                           | /         |
| 1961       | Claude Puel                 | France                           | Espoirs   |
| 1961       | Henri Stambouli             | France                           | /         |
| 1962       | Serge Recordier             | France                           | /         |
| 1967       | Christophe Métais           | France                           | /         |
| 1967       | Philippe Raschke            | France                           | /         |
| 1969       | Roland Piselli              | France                           | /         |
| 1969       | Patrick Valéry              | France                           | /         |
| 1971       | Marc Delaroche              | France                           | /         |
| 1972       | Olivier Echouafni           | France                           | /         |
| 1972       | Anthony Garcia              | France                           | /         |
| 1972       | Cyril Granon (en)           | France                           | /         |
| 1972       | Bruno Rodriguez             | France                           | /         |
| 1973       | Sylvain Legwinski           | France                           | Olympique |
| 1974       | Manuel Dos Santos           | France                           | Espoirs   |
| 1975       | Bruno Irles                 | France                           | /         |
| 1976       | Nicolas Bonnal              | France                           | /         |
| 1978       | Uliano Courville            | France                           | /         |
| 1979       | David di Tommaso            | France                           | Espoirs   |
| 1979       | Fabrice Levrat              | France                           | /         |
| 1980       | Renaud Connen               | France                           | /         |
| 1980       | Patrice Luzi                | France                           | /         |
| 1980       | Stéphane Maurel             | France                           | /         |
| 1981       | Nicolas Plestan             | France                           | /         |
| 1982       | Sébastien Carole            | France                           | -17       |
| 1982       | Grégory Lacombe             | France                           | Espoirs   |
| 1983       | Jim Ablancourt              | France                           | /         |
| 1983       | Nicolas Hislen (en)         | France                           | /         |
| 1983       | Jimmy Juan                  | France                           | /         |
| 1983       | Marco Ramos                 | Portugal                         | Espoirs   |
| 1984       | Sofyane Cherfa              | France                           | /         |
| 1984       | Antoine Grauss              | France                           | /         |
| 1984       | Sébastien Grax              | France                           | Espoirs   |
| 1984       | Laurent Lanteri             | France                           | /         |
| 1984       | Laurent Mohellebi           | France                           | -17       |
| 1984       | Nicolas Raynier             | France                           | /         |
| 1985       | David Gigliotti             | France                           | Espoirs   |
| 1985       | Nicolas Maurice-Belay       | France                           | -20       |
| 1985       | Marko Muslin                | France                           | /         |
| 1985       | Olivier Veigneau            | France                           | Espoirs   |
| 1986       | Alexis Allart               | France                           | /         |
| 1986       | Arnaud Lescure              | France                           | /         |
| 1987       | Thomas Mangani              | France                           | -20       |
| 1987       | Vincent Muratori            | France                           | Espoirs   |
| 1987       | Torben Joneleit             | Allemagne                        | Espoirs   |
| 1988       | Kévin Diaz                  | France                           | /         |
| 1988       | Malaury Martin              | France                           | -19       |
| 1988       | Frédéric Nimani             | France                           | Espoirs   |
| 1988       | Steve Pinau (en)            | France                           | -19       |
| 1988       | Vincent Ramaël (en)         | France                           | /         |
| 1988       | Matthieu Sans               | France                           | /         |
| 1988       | Yohann Thuram               | France                           | Espoirs   |
| 1989       | Loïc Dufau (en)             | France                           | /         |
| 1989       | Guillaume Gigliotti (en)    | France                           | /         |
| 1989       | Yohan Mollo                 | France                           | Espoirs   |
| 1989       | Léo Schwechlen              | France                           | -20       |
| 1990       | Valère Germain              | France                           | Espoirs   |
| 1990       | Yvan Erichot                | France                           | /         |
| 1990       | Franck L'Hostis (en)        | France                           | /         |
| 1991       | Tristan Dingomé             | France                           | /         |
| 1991       | Kévin Malcuit               | France                           | /         |
| 1991       | Isaac Koné (en)             | Côte d'Ivoire                    | /         |
| 1992       | Dennis Appiah               | France                           | -20       |
| 1992       | Valentin Eysseric           | France                           | Espoirs   |
| 1992       | Jérémy Labor (en)           | France                           | /         |
| 1992       | Terence Makengo             | France                           | -20       |
| 1992       | Nampalys Mendy              | France                           | Espoirs   |
| 1992       | Florian Pinteaux            | France                           | /         |
| 1992       | Martin Sourzac              | France                           | /         |
| 1993       | Aadil Assana (en)           | France                           | /         |
| 1993       | Fawzi Ouaamar               | Maroc                            | /         |
| 1993       | Jessy Pi                    | France                           | /         |
| 1993       | Jérôme Phojo                | France                           | /         |
| 1993       | Marcel Tisserand            | République démocratique du Congo | A         |
| 1994       | Marc-Aurèle Caillard        | France                           | -16       |
| 1994       | Morgan Kamin (en)           | France                           | /         |
| 1994       | Dominique Pandor            | France                           | -18       |
| 1994       | Quentin N'Gakoutou          | République centrafricaine        | A         |
| 1995       | Dylan Bahamboula            | République du Congo              | A         |
| 1995       | Yarouba Cissako (en)        | France                           | -19       |
| 1995       | Steven Da Veiga (en)        | France                           | /         |
| 1995       | Raphaël Diarra (en)         | France                           | -20       |
| 1995       | Aboubakar Kamara            | France                           | /         |
| 1995       | Jonathan Mexique            | France                           | -19       |
| 1996       | Mehdi Beneddine (en)        | France                           | /         |
| 1996       | Ilyes Chaïbi (en)           | France                           | /         |
| 1996       | Tafsir Chérif (en)          | Guinée                           | Espoirs   |
| 1996       | Abdou Diallo                | France                           | Espoirs   |
| 1996       | Kévin N'Doram               | France                           | Espoirs   |
| 1996       | Pierre-Daniel N'Guinda (en) | Cameroun                         | /         |
| 1996       | Almamy Touré                | France                           | Espoirs   |
| 1997       | Irvin Cardona               | France                           | -20       |
| 1997       | Kouadio-Yves Dabila         | Côte d'Ivoire                    | /         |
| 1997       | Yoann Étienne               | France                           | /         |
| 1997       | Tristan Muyumba             | France                           | -17       |
| 1997       | Guévin Tormin (en)          | France                           | -19       |
| 1998       | Kévin Appin (en)            | France                           | /         |
| 1998       | Loïc Badiashile             | France                           | -18       |
| 1998       | Julien Serrano              | France                           | /         |
| 1999       | Nabil Alioui                | France                           | -20       |
| 1999       | Ibrahima Diallo             | France                           | Espoirs   |
| 1999       | Moussa Sylla                | France                           | -20       |
| 2000       | Giulian Biancone            | France                           | -19       |
| 2000       | Gobe Gouano                 | France                           | -18       |
| 2001       | Benoît Badiashile           | France                           | Espoirs   |
| 2001       | Khéphren Thuram             | France                           | -18       |
| 2001       | Han-Noah Massengo           | France                           | -18       |
| 2002       | Eliot Matazo                | Belgique                         | -18       |
| 2002       | Chrislain Matsima           | France                           | -18       |
| 2002       | Enzo Millot                 | France                           | -17       |

## Média
Le centre de formation propose de suivre toute son actualité par le biais d'Academy Project. Ce magazine est consacré à la vie du centre de formation. 